# Ozola inexcisata
Ozola inexcisata là một loài bướm đêm trong họ Geometridae.